# Cichlasoma grammodes
Cichlasoma grammodes es una especie de peces de la familia Cichlidae en el orden de los Perciformes.

## Morfología
Los machos pueden llegar alcanzar los 20,3 cm de longitud total.

## Distribución geográfica
Se encuentra en la zona atlántica de México y Guatemala.